# Katsig Mose
Katsig Mose ligger i sydenden af Gærum Hedeplantage   ca. 4 km sydvest for Frederikshavn i den nordlige ende af EU-habitatområde H216. Mosen er en del af  Natura 2000-område nr. 8 Åsted Ådal, Bangsbo Ådal og omliggende overdrevsområder, som er en naturplan under det fælleseuropæiske Natura 2000-projekt.
Mosen er et dødishul   i morænelandskabet, med et vandspejl på under en hektar og en randbevoksning af bl.a. dunhammer. Mod vest hæver området sig i hedebakker med spredt løvtræsbevoksning, mens den mod øst går over i græsmarker. Mosen, og dens omgivelser er et område på  8,5 ha., blev fredet i 1985, som en naturvidenskabelig fredning.

## Eksterne kilder og henvisninger
1. ↑  Katsig Mose på Danmarks Naturfredningsforening

|  | Denne artikel om lokaliteten Katsig Mose kan blive bedre, hvis der indsættes et (bedre) billede. Du kan hjælpe ved at afsøge Wikimedia Commons for et passende billede eller lægge et op på Wikimedia Commons med en af de tilladte licenser og indsætte det i artiklen. |

57°24′56″N 10°26′4″Ø / 57.41556°N 10.43444°Ø